# Championnat d'Angleterre de football de deuxième division 1909-1910
Navigation
Édition précédente Édition suivante
La saison 1909-1910 est la dix-huitième saison du championnat d'Angleterre de football de deuxième division. Les deux premiers du championnat obtiennent une place en première division, les trois derniers sont relégués uniquement s'ils n'obtiennent pas assez de voix dans la procédure de réélection.
Manchester City remporte la compétition et se voit promu en première division accompagné du vice-champion, Oldham Athletic. Parmi les trois derniers, seul Grimsby Town n'obtient pas assez de voix pour rester en deuxième division. Le meilleur buteur est Jackie Smith avec 32 buts pour Hull City et devient le premier joueur à devenir meilleur buteur de la deuxième division deux fois.

## Compétition
La victoire est à deux points, un match nul vaut un point.

### Classement
| Rang | Équipe                  | Pts | J  | G  | N  | P  | Bp | Bc | Diff |
| ---- | ----------------------- | --- | -- | -- | -- | -- | -- | -- | ---- |
| 1    | Manchester City R       | 54  | 38 | 23 | 8  | 7  | 81 | 40 | +41  |
| 2    | Oldham Athletic         | 53  | 38 | 23 | 7  | 8  | 79 | 39 | +40  |
| 3    | Hull City               | 53  | 38 | 23 | 7  | 8  | 80 | 46 | +34  |
| 4    | Derby County            | 53  | 38 | 22 | 9  | 7  | 72 | 47 | +25  |
| 5    | Leicester Fosse R       | 44  | 38 | 20 | 4  | 14 | 79 | 58 | +21  |
| 6    | Glossop FC              | 43  | 38 | 18 | 7  | 13 | 64 | 57 | +7   |
| 7    | Fulham                  | 41  | 38 | 14 | 13 | 11 | 51 | 43 | +8   |
| 8    | Wolverhampton Wanderers | 40  | 38 | 17 | 6  | 15 | 64 | 63 | +1   |
| 9    | Barnsley FC             | 39  | 38 | 16 | 7  | 15 | 62 | 59 | +3   |
| 10   | Bradford Park Avenue    | 38  | 38 | 17 | 4  | 17 | 64 | 59 | +5   |
| 11   | West Bromwich Albion    | 37  | 38 | 16 | 5  | 17 | 58 | 56 | +2   |
| 12   | Blackpool FC            | 36  | 38 | 14 | 8  | 16 | 50 | 52 | -2   |
| 13   | Stockport County        | 34  | 38 | 13 | 8  | 17 | 50 | 47 | +3   |
| 14   | Burnley FC              | 34  | 38 | 14 | 6  | 18 | 62 | 61 | +1   |
| 15   | Lincoln City P          | 31  | 38 | 10 | 11 | 17 | 42 | 69 | -27  |
| 16   | Clapton Orient          | 30  | 38 | 12 | 6  | 20 | 37 | 60 | -23  |
| 17   | Leeds City              | 27  | 38 | 10 | 7  | 21 | 46 | 80 | -34  |
| 18   | Gainsborough Trinity    | 26  | 38 | 10 | 6  | 22 | 33 | 75 | -42  |
| 19   | Grimsby Town            | 24  | 38 | 9  | 6  | 23 | 50 | 77 | -27  |
| 20   | Birmingham              | 23  | 38 | 8  | 7  | 23 | 50 | 77 | -27  |

|  | Vainqueur de la deuxième division et promotion en First Division |
|  | Promotion en First Division                                      |
|  | Réélection                                                       |
|  | Relégué                                                          |

- Parmi les trois derniers, Grimsby Town n'obtient pas assez de voix et sera relégué.